# Rémy Poulin
Pour les articles homonymes, voir Poulin.
Rémy Poulin, né le 12 septembre 1952 à Beauport et mort le 17 avril 2011 à Québec, est un assureur, représentant de commerce et homme politique québécois, député libéral de Chauveau à l'Assemblée nationale du Québec de 1985 à 1994.

## Biographie
Né le 12 septembre 1952 à Beauport, Rémy Poulin est le fils de Jean-Paul Poulin, surintendant, et de Juliette Fradette.
Il travaille comme professeur suppléant à la Commission scolaire régionale Chauveau de 1972 à 1975, comme gérant de la Brasserie Valcartier en 1975 et 1976. Il est ensuite assureur pour La Métropolitaine de 1976 à 1981, directeur des ventes de la compagnie Travelers du Canada en 1981 et représentant promotionnel pour la maison des vins et spiritueux Durand Ltée de Québec de 1981 à 1985.

### Carrière politique
Conseiller municipal de Loretteville de 1981 à 1985, il est candidat du Parti libéral du Québec aux élections générales québécoises de 1985 dans la circonscription de Chauveau. Il remporte l'élection contre le député péquiste sortant, Raymond Brouillet avec 58,23 % des votes et plus de 8 000 voix de majorité. Il est réélu en 1989 mais perd en 1994, battu par Raymond Brouillet qui reprend la circonscription avec plus de 6 000 voix de majorité.
Il est par la suite candidat libéral au fédéral dans la circonscription de Québec-Est lors des élections fédérales canadiennes de 1997, mais ne parvient pas à se faire élire.
Rémy Poulin meurt le 17 avril 2011 à Québec à l'âge de 58 ans.